# Michael Gladis
Michael James Gladis (Houston (Texas), 30 d'agost de 1977) és un actor estatunidenc. Va interpretar Paul Kinsey a la sèrie de televisió Mad Men; va aparèixer-ne a les tres primeres temporades i com a personatge invitat a la cinquena.

## Biografia
Gladis va néixer a Houston (Texas). Es va criar a Farmington (Connecticut) com al fill d'un executiu de vendes i màrqueting i una treballadora estatal. Va graduar-se de Farmington High School el 1995. La inspiració per una vida interpretativa li va sorgir del temps que va passar fent de voluntari en produccions teatrals de Miss Porter's School, una escola local internacionalment coneguda exclusivament femenina, on coneixia actors masculins quan convenia. La seva família era majoritàriament catòlica o cristiana, encara que l'avi matern era jueu.
Va començar la universitat a l'Escola de Disseny Artística de la Universitat Estatal de Nova York a la Universitat Alfred abans de canviar a la Universitat Estatal de Nova York a New Paltz, d'on obtindria el seu B.A. en teatre el 1999.
Abans de Mad Men, va interpretar Eugene Rossi en quatre episodis de Third Watch. Va actuar a la comèdia d'adult swim Eagleheart. Gladis va aparèixer en un episodi de Law & Order: Special Victims Unit titulat "Branded" i en un episodi de Leverage titulat "The 15 Minute Job".
Va proveir la veu de Dudley Lynch al joc L.A. Noire i va ser Yevgeny Borzenkov a la pel·lícula de 2002 K19. El 2015 va interpretar el tinent Matias a la pel·lícula d'acció de ciència-ficció Terminator Genisys.
El 10 de juliol de 2016, Gladis es va comprometre amb l'actriu Beth Behrs. El 21 de juliol de 2018 es van casar a Victor (Idaho).

## Filmografia
| Any  | Títol                                         | Papers            | Notes            |
| ---- | --------------------------------------------- | ----------------- | ---------------- |
| 2002 | K19                                           | Yevgeny Borzenkov |                  |
| 2004 | Press Gang                                    | Brian             | Curtmetratge     |
| 2012 | The Argument with Beth Behrs & Michael Gladis | Michael Gladis    | Curtmetratge     |
| 2013 | Armed Response                                | Bruce             |                  |
| 2013 | Condemnats                                    | Dan Stidham       |                  |
| 2013 | Knights of Badassdom                          | King Diamond      |                  |
| 2013 | Low Expectations                              | Pernell Roberts   | Curtmetratge     |
| 2014 | Not Safe for Work                             | John Ferguson     |                  |
| 2015 | Terminator Genisys                            | Tinent Matias     |                  |
| 2017 | Without Ward                                  | T.S. Garp Gault   |                  |
| 2018 | Antiquities                                   | Delaney           |                  |
| 2018 | Health to the King                            | Fred              | Curtmetratge     |
| 2020 | The Mental State                              | Michael Kennedy   | En postproducció |

| Any             | Títol                             | Papers                            | Notes                                 |
| --------------- | --------------------------------- | --------------------------------- | ------------------------------------- |
| 2003            | Hack                              | Dan Kelley                        | Episodi: "Out of the Ashes"           |
| 2003            | Third Watch                       | Eugene Rossi                      | 4 episodis                            |
| 2005            | Law & Order: Criminal Intent      | Donny                             | Episodi: "Prisoner"                   |
| 2007            | Life                              | Dean Gill                         | Episodi: "Serious Control Issues"     |
| 2007–2009, 2012 | Mad Men                           | Paul Kinsey                       | 38 episodis                           |
| 2009            | The Good Wife                     | Mark Richardson                   | Episodi: "Lifeguard"                  |
| 2010            | Law & Order: Criminal Intent      | Randall                           | Episodi: "Love Sick"                  |
| 2010            | Medium                            | Dave Anderson                     | Episodi: "The Match Game"             |
| 2010            | Law & Order: Special Victims Unit | Bill Dixon                        | Episodi: "Branded"                    |
| 2011            | House                             | Jaimie                            | Episodi: "Family Practice"            |
| 2011            | Leverage                          | Reed Rockwell                     | Episodi: "The 15 Minutes Job"         |
| 2011–2012       | Eagleheart                        | Cap                               | 13 episodis                           |
| 2012            | How I Met Your Mother             | Chester                           | Episodi: "Trilogy Time"               |
| 2013            | Justified                         | Kenneth                           | Episodi: "Money Trap"                 |
| 2013            | The Mentalist                     | Curtis Wiley                      | Episodi: "Red Lacquer Nail Polish"    |
| 2013            | Revolution                        | Capità de vaixell de milícia      | Episodi: "The Love Boat"              |
| 2014            | Reckless                          | Ajudant Holland Knox              | 13 episodis                           |
| 2014            | One & Done                        | Dr Harris                         | Episodi: "Pilot"                      |
| 2015            | Battle Creek                      | Robert Whitehall                  | Episodi: "Heirlooms"                  |
| 2015            | Extant                            | Nate Malone                       | 6 episodis                            |
| 2015            | House of Lies                     | John Andrews                      | 3 episodis                            |
| 2015            | The Librarians                    | Monstre de Frankenstein           | Episodi: "And the Broken Staff"       |
| 2016            | Elementary                        | Rodger Stapleton                  | Episodi: "Hounded"                    |
| 2016            | The Call Room                     | Jim (veu)                         | 1 episodi                             |
| 2016            | Feed the Beast                    | Patrick "The Tooth Fairy" Woichik | 10 episodis                           |
| 2016            | One & Done                        | Dr Harris                         | Episodi: "Mark"                       |
| 2017            | Lucifer                           | Sam                               | Episodi: "They're Back, Aren't They?" |
| 2018            | Criminal Minds                    | Pastor Hollis Monroe              | Episodi: "Innocence"                  |
| 2019            | Proven Innocent                   | Toby Kissell                      | Episodi: "Cross to Bear"              |
| 2019            | The Fix                           | Ben Mitchell                      | Episodi: "Revenge"                    |
| 2020            | Penny Dreadful: City of Angels    | Regidor Charlton Townsend         |                                       |

| Any  | Títol      | Paper              |
| ---- | ---------- | ------------------ |
| 2011 | L.A. Noire | Dudley Lynch (veu) |